# Argiráspidas

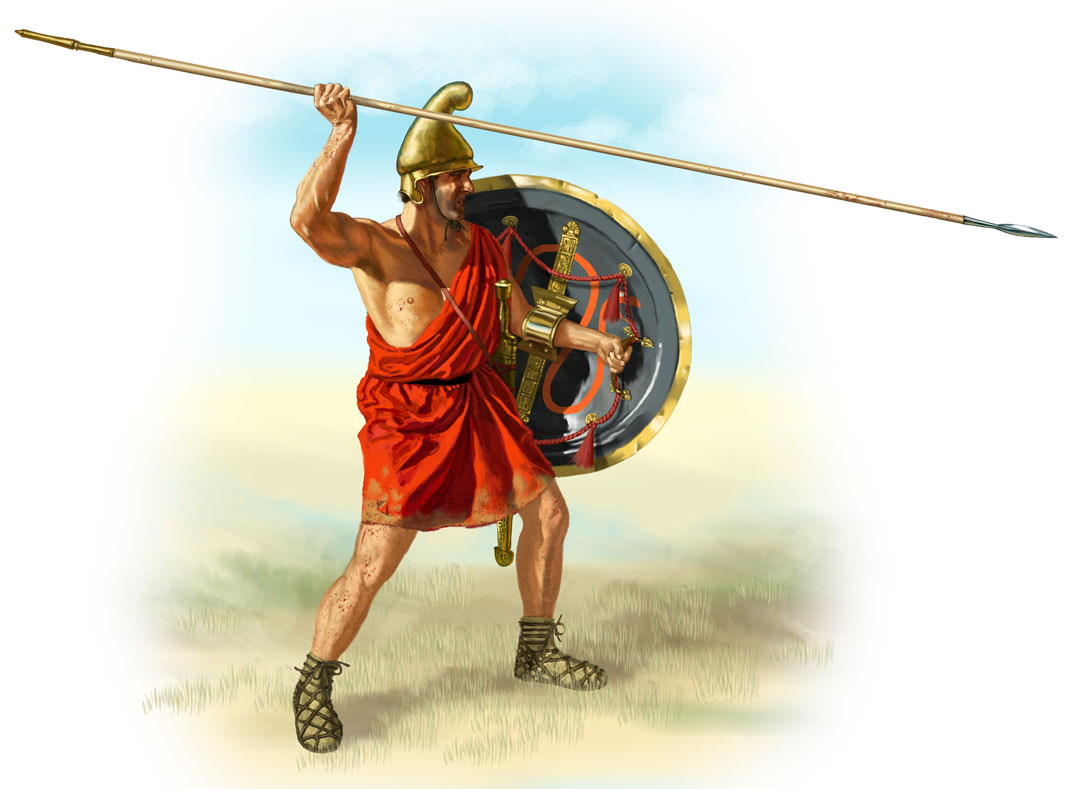
Representación gráfica de los Argiráspidas.

Los Argiráspidas (griego antiguo Ἀργυράσπιδες, de ἂργυρος = plata y ὰσπίς = escudo, Argyráspides los «escudos de plata») eran una unidad de infantes de élite en la época de las conquistas de Alejandro Magno y del Imperio Seléucida.

## Época de Alejandro y de los diádocos
En el 327 a. C., durante la conquista del Indo, Alejandro pidió a unidad de élite de los hipaspistas, que en adelante se llamaran argiráspidas, y llevaran como señal de su gloria escudos de plata.
En la primavera del 324 a. C., Crátero fue encargado de acompañarlos a Macedonia, de entre los 10 000 veteranos de las campañas de Asia. La muerte de Alejandro en 323 a. C. modificó el plan: Crátero los dejó en Cilicia, donde debían guardar el tesoro real de Cuindo.
En el 321 a. C., acompañaron a Pérdicas a Egipto en su campaña contra Ptolomeo. Su jefe Antígenes, fue unos de los asesinos de Pérdicas.
Durante el Pacto de Triparadiso, se amotinaron contra Antípatro quien los sumó a su causa, y los envió a servirse de los tesoros Susa.
De regreso a Cilicia, pasaron en el 319 a. C. al servicio de Poliperconte, nuevo regente de Macedonia, y confió el mando de los argiráspidas a Eumenes de Cardia. Pero éste, que había sido el secretario de Alejandro, era griego, no macedonio y su autoridad fue de golpe contestada por los estrategos Antígenes y Téutamo.
Durante la batalla de Gabiana, en la que Antígono I Monoftalmos venció a Eumenes de Cardia (316 a. C.), los argiráspidas traicionaron a Eumenes y lo entregaron a Antígono, quien se apoderó de su convoy de bagajes. Antígono, desconfió de su capacidad de insumisión, e hizo ejecutar a Antígenes y a Téutamo, dispersó a los argiráspidas, así como a su familia en la satrapía de Aracosia, donde perecieron en vanas campañas militares.
Al igual que los falangitas de la época de Filipo y Alejandro, los argiráspidas no llevaban coraza, excepto quizás los oficiales. Estaban equipados con un escudo, más grande que el de los falangitas, con un casco de hierro de tipo tracio, con una espada y una lanza corta (la doratia), más manejable que la sarissa. El efectivo máximo de argiráspidas estaba estimado en 3000 hombres. 
Tanto por su movilidad como por su potencia de choque, los argiráspidas debieron servir como línea táctica entre la falange y la caballería pesada de los hetairoi.

## Época del Imperio seléucida
En el ejército seléucida existían tropas de argiráspidas en los reinados de Antíoco III y de Antíoco IV. 
Presentes en las batallas de Rafia en 217 a. C. y de Magnesia del Sipilo en 190 a. C., se convirtieron de hecho en las tropas herederas de la guardia real de Alejandro Magno. 
Los hipaspistas también tuvieron su sitio en el ejército seléucida, y lucharon en el asedio de Sardes, en el 214 a. C. Es de suponer que los dos términos se confunden en las fuentes para designar una unidad de élite o que los hipaspistas formaban la guardia real seléucida.